# Longri
Longri (kinesiska: 龙日乡, 龙日) är en socken i Kina. Den ligger i provinsen Sichuan, i den sydvästra delen av landet, omkring 260 kilometer nordväst om provinshuvudstaden Chengdu. Antalet invånare är 2 060. Befolkningen består av 1 011 kvinnor och 1 049 män. Barn under 15 år utgör 26,0 %, vuxna 15-64 år 65 %, och äldre över 65 år 7,0 %.
Genomsnittlig årsnederbörd är 975 millimeter. Den regnigaste månaden är juli, med i genomsnitt 192 mm nederbörd, och den torraste är december, med 7 mm nederbörd.